# Oskarżony Pluszowy M.

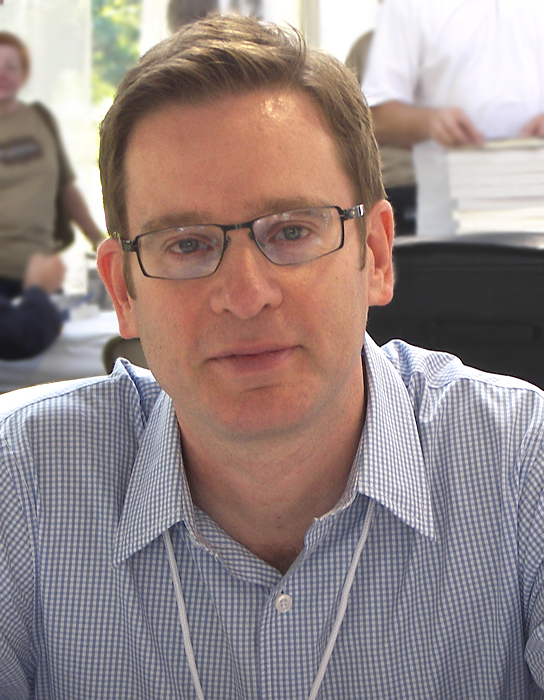
Autor powieści, Clifford Chase, w 2007 roku

Oskarżony Pluszowy M. (ang. Winkie) – powieść amerykańskiego autora Clifforda Chase'a opublikowana w 2006 roku.